# Джаземколь
Джаземколь (перс. جازمكل) — село в Ірані, у дегестані Рахматабад, у бахші Рахматабад-о-Блукат, шагрестані Рудбар остану Ґілян. За даними перепису 2006 року, його населення становило 36 осіб, що проживали у складі 12 сімей.

## Клімат
Середня річна температура становить 15,41 °C, середня максимальна – 30,04 °C, а середня мінімальна – -0,22 °C. Середня річна кількість опадів – 720 мм.
| Клімат поселення                              | Клімат поселення | Клімат поселення | Клімат поселення | Клімат поселення | Клімат поселення | Клімат поселення | Клімат поселення | Клімат поселення | Клімат поселення | Клімат поселення | Клімат поселення | Клімат поселення | Клімат поселення |
| Показник                                      | Січ.             | Лют.             | Бер.             | Квіт.            | Трав.            | Черв.            | Лип.             | Серп.            | Вер.             | Жовт.            | Лист.            | Груд.            |                  |
| Середній максимум, °C                         | 12,07            | 11,52            | 13,75            | 19,96            | 23,79            | 28,36            | 29,84            | 30,04            | 26,07            | 21,78            | 17,26            | 12,84            |                  |
| Середня температура, °C                       | 6,19             | 5,66             | 7,87             | 14,08            | 17,92            | 22,47            | 25,32            | 25,52            | 21,55            | 17,26            | 12,76            | 8,32             |                  |
| Середній мінімум, °C                          | 0,31             | −0,22            | 1,99             | 8,19             | 12,04            | 16,59            | 20,81            | 21,00            | 17,04            | 12,74            | 8,22             | 3,81             |                  |
| Норма опадів, мм                              | 73               | 61               | 73               | 56               | 36               | 21               | 18               | 30               | 59               | 90               | 90               | 113              |                  |
| Середньомісячна швидкість вітру, м/с          | 2.24             | 2.60             | 2.47             | 2.45             | 2.30             | 2.46             | 2.44             | 2.25             | 2.12             | 1.82             | 1.94             | 2.18             |                  |
| Середньомісячна сонячна радіація, кДж/м²·день | 7246             | 9547             | 11573            | 16020            | 20127            | 22387            | 22537            | 19416            | 16427            | 11631            | 9012             | 7011             |                  |
| --------------------------------------------- | ---------------- | ---------------- | ---------------- | ---------------- | ---------------- | ---------------- | ---------------- | ---------------- | ---------------- | ---------------- | ---------------- | ---------------- | ---------------- |
| Джерело:                                      |                  |                  |                  |                  |                  |                  |                  |                  |                  |                  |                  |                  |                  |